# Rockstar (canción de Nickelback)
«Rockstar» es una canción de la banda de rock canadiense Nickelback, lanzado a través de Roadrunner Records el 14 de agosto de 2006 como el quinto sencillo de su quinto álbum de estudio All the Right Reasons (2005). Inicialmente, se lanzó solo en Estados Unidos y Canadá, y desde entonces se ha vuelto a publicar en todo el mundo. La letra presenta las esperanzas de alguien que desea ser una estrella de rock. Las voces habladas entre cada verso corren a cargo de Billy Gibbons de ZZ Top.
"Rockstar" es uno de los sencillos más populares de Nickelback hasta la fecha, alcanzando el número dos en el Reino Unido (su sencillo con mayor clasificación en ese país) y siendo certificado Platino. También ha vendido 4,5 millones de copias en los Estados Unidos.

## Lista de canciones
- AUS Maxi CD Single[2]

1. "Rockstar" (Radio Edit) – 4:15
2. "Never Again" (En vivo en Atlanta) – 4:16
3. "Leader of Men"  – 3:29

- EU Maxi CD Single[3]

1. "Rockstar" (Radio Edit) – 4:15
2. "Never Again" (En vivo en Atlanta) – 4:16
3. "Photograph" (En vivo en Atlanta) – 4:38

## Posicionamiento en lista
| Lista (2006–2008)                           | Mejor posición |
| ------------------------------------------- | -------------- |
| Alemania (Offizielle Deutsche Charts)       | 23             |
| Australian Physical Singles (ARIA)          | 60             |
| Austria (Ö3 Austria Top 40)                 | 5              |
| Bélgica (Flandes) (Ultratip Bubbling Under) | 23             |
| Canadá (Canadian Hot 100)                   | 39             |
| Canadá (CHR/Top 40)                         | 14             |
| Canadá (Hot AC)                             | 14             |
| Canadá (Canada Rock)                        | 9              |
| Dinamarca (Tracklisten)                     | 32             |
| Europe (Eurochart Hot 100)                  | 7              |
| Eslovaquia (Rádio Top 100)                  | 28             |
| Estados Unidos (Billboard Hot 100)          | 6              |
| Estados Unidos (Adult Top 40)               | 6              |
| Estados Unidos (Alternative Airplay)        | 37             |
| Estados Unidos (Mainstream Rock)            | 4              |
| Estados Unidos (Mainstream Top 40)          | 6              |
| Germany (Airplay Chart)                     | 1              |
| Hungría (Rádiós Top 40)                     | 5              |
| Irlanda (IRMA)                              | 2              |
| Países Bajos (Dutch Top 40)                 | 25             |
| Países Bajos (Mega Single Top 100)          | 14             |
| Reino Unido (UK Singles Chart)              | 2              |
| Reino Unido (UK Download Chart)             | 1              |
| Reino Unido (UK Rock & Metal)               | 1              |
| República Checa (Rádio Top 100)             | 17             |
| Romania (Romanian Top 100)                  | 94             |
| Suecia (Sverigetopplistan)                  | 10             |
| Suiza (Schweizer Hitparade)                 | 14             |